# Strade Bianche 2019
De 13e editie van de Italiaanse wielerwedstrijd Strade Bianche werd gehouden op 9 maart 2019. De start en finish vonden plaats in het Toscaanse Siena. De wedstrijd maakte deel uit van de UCI World Tour. De Belg Tiesj Benoot was de titelverdediger. De wedstrijd wordt gekenmerkt door de typische grindwegen.

## Mannen

### Deelnemende ploegen
De Strade Bianche was onderdeel van de UCI World Tour. De organisatie deelde 3 wildcards uit aan Neri-Selle Italia, Nippo-Vini Fantini-Faizanè en Vital Concept-B&B Hotels.
| 18 UCI World Tour-ploegen | 18 UCI World Tour-ploegen | 18 UCI World Tour-ploegen | wildcards                  |
| ------------------------- | ------------------------- | ------------------------- | -------------------------- |
| AG2R La Mondiale          | EF Education First        | Team INEOS                | Neri-Selle Italia-KTM      |
| Astana Pro Team           | Groupama-FDJ              | Team Jumbo-Visma          | Nippo-Vini Fantini-Faizanè |
| Bahrain-Merida            | Lotto Soudal              | Team Katjoesja Alpecin    | Vital Concept-B&B Hotels   |
| BORA-hansgrohe            | Movistar Team             | Team Sunweb               |                            |
| CCC Team                  | Mitchelton-Scott          | Trek-Segafredo            |                            |
| Deceuninck–Quick-Step     | Team Dimension Data       | UAE Team Emirates         |                            |
|                           |                           |                           |                            |
|                           |                           |                           |                            |

### Uitslag
| Strade Bianche 2019 |                    |                       |          |
| Plaats              | Naam               | Ploeg                 | Tijd     |
| Winnaar             | Julian Alaphilippe | Deceuninck–Quick-Step | 4u47'14" |
| 2                   | Jakob Fuglsang     | Astana Pro Team       | + 2"     |
| 3                   | Wout van Aert      | Team Jumbo-Visma      | + 27"    |
| 4                   | Zdeněk Štybar      | Deceuninck–Quick-Step | + 1'00"  |
| 5                   | Tiesj Benoot       | Lotto Soudal          | z.t.     |
| 6                   | Greg Van Avermaet  | CCC Team              | + 1'01"  |
| 7                   | Aleksej Loetsenko  | Astana Pro Team       | + 1'04"  |
| 8                   | Simon Clarke       | EF Education First    | + 1'08"  |
| 9                   | Toms Skujiņš       | Trek-Segafredo        | + 1'12"  |
| 10                  | Tim Wellens        | Lotto Soudal          | + 1'21"  |
|                     |                    |                       |          |
| 17                  | Sam Oomen          | Team Sunweb           | + 2'44"  |

## Vrouwen
De wedstrijd was bij de vrouwen aan zijn vijfde editie toe en maakte deel uit van de UCI Women's World Tour 2019 in de categorie 1.WWT. De Nederlandse Anna van der Breggen was de titelverdediger. Zij werd opgevolgd door haar landgenote Annemiek van Vleuten.

### Uitslag
| Plaats  | Naam                   | Ploeg               | tijd     |
| ------- | ---------------------- | ------------------- | -------- |
| Winnaar | Annemiek van Vleuten   | Mitchelton-Scott    | 3u48'49" |
| 2       | Annika Langvad         | Boels Dolmans       | +37"     |
| 3       | Katarzyna Niewiadoma   | Canyon-SRAM         | +40"     |
| 4       | Marta Bastianelli      | Team Virtu          | +44"     |
| 5       | Cecilie Uttrup Ludwig  | Bigla               | z.t.     |
| 6       | Ashleigh Moolman-Pasio | CCC-Liv             | +51"     |
| 7       | Marianne Vos           | CCC-Liv             | +52"     |
| 8       | Janneke Ensing         | Team Sunweb         | +54"     |
| 9       | Anna van der Breggen   | Boels Dolmans       | +1'28"   |
| 10      | Chantal Blaak          | Boels Dolmans       | +1'50"   |
|         |                        |                     |          |
| 22      | Julie Van de Velde     | Lotto Soudal Ladies | +3'44"   |